# Miljacka
Miljacka er en flod i Bosnien-Hercegovina. Den er mest kendt for at være floden som render gennem Sarajevo, og er nært knyttet til byen. 
Miljacka er en af sidefloderne til Bosna, og har sit udspring nær landsbyen Pale flere kilometer øst for Sarajevo. Miljacka render hovedsagelig fra øst mod vest.
43°52′10″N 18°17′27″Ø / 43.869309°N 18.290822°Ø